# Liste der Wappen im Landkreis Freudenstadt
Diese Liste beinhaltet alle in der Wikipedia gelisteten Wappen des Landkreis Freudenstadt in Baden-Württemberg, inklusive historischer Wappen. Fast alle Städte, Gemeinden und Kreise in Baden-Württemberg führen ein Wappen. Sie sind über die Navigationsleiste am Ende der Seite erreichbar.

## Landkreis Freudenstadt

Wappen des Landkreises Freudenstadt[1]
Der Landkreis Freudenstadt in Baden-Württemberg

## Städtewappen im Landkreis Freudenstadt

Alpirsbach[2]
Dornstetten[3]
Freudenstadt[4]
Horb am Neckar[5]

## Gemeindewappen im Landkreis Freudenstadt

Bad Rippoldsau-Schapbach[6]
Baiersbronn[7]
Empfingen[8]
Eutingen im Gäu[9]
Glatten[10]
Grömbach[11]
Loßburg[12]
Pfalzgrafenweiler[13]
Schopfloch[14]
Seewald[15]
Waldachtal[16]
Wörnersberg[17]

## Ehemalige Gemeindewappen

Aach[18]
Ahldorf[19]
Altheim[20]
Besenfeld[21]
Betra[22]
Betzweiler[23]
Betzweiler-Wälde[24]
Bildechingen[25]
Bittelbronn[26]
Böffingen[27]
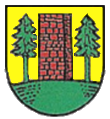
Bösingen
Cresbach[29]
Dettensee[30]
Dettingen[31]
Dettlingen[32]
Dießen[33]
Dietersweiler[34]
Durrweiler[35]
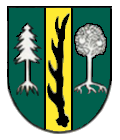
Edelweiler
Ehlenbogen[37]
Erzgrube[38]
Eutingen im Gäu[39]
Göttelfingen (Eutingen im Gäu)[40]
Göttelfingen (Seewald)[41]
Grünmettstetten[42]
Grüntal[43]
Hallwangen[44]
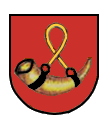
Herzogsweiler
Hochdorf[46]
Hörschweiler[47]
Huzenbach[48]
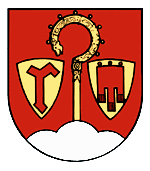
Igelsberg
Ihlingen[50]
Isenburg[51]
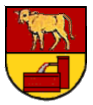
Kälberbronn
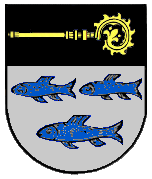
Klosterreichenbach
Lombach[54]
Lützenhardt[55]
Mühlen am Neckar[56]
Mühringen[57]
Neuneck[58]
Nordstetten[59]
Oberiflingen[60]
Obertalheim[61]
Peterzell[62]
Reinerzau[63]
Reutin[64]
Rexingen[65]
Rippoldsau[66]
Römlinsdorf[67]
Röt[68]
Rohrdorf[69]
Salzstetten[70]
Schapbach[71]
Schömberg[72]
Schopfloch[73]
Schwarzenberg[74]
Sterneck[75]
Talheim[76]
Tumlingen[77]
Unteriflingen[78]
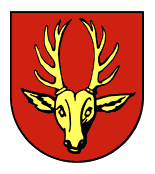
Untermusbach
Untertalheim[80]
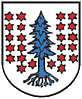
Vierundzwanzig Höfe
Wälde[82]
Weitingen[83]
Wiesenstetten[84]
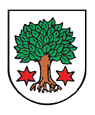
Wittendorf
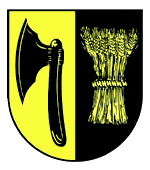
Wittlensweiler

## Blasonierungen
1. ↑  Landkreis Freudenstadt: In Gold (Gelb) ein linksgekehrter balzender, rot bewehrter, schwarzer Auerhahn auf schwarzem Ast.
2. ↑  Alpirsbach: In Blau ein goldener wachsender rechtsgekehrter Abtstab.
3. ↑  Dornstetten: In Gold unter einer liegenden fünfendigen schwarzen Hirschstange ein schwarzer Dornstrauch.
4. ↑  Freudenstadt: Unter goldenem Schildhaupt, darin eine schwarze Hirschstange, in Rot zwischen zwei pfahlweis abgekehrten silbernen Fischen ein goldener Großbuchstabe F.
5. ↑  Horb am Neckar: Geteilt von Silber und Rot.
6. ↑  Bad Rippoldsau-Schapbach: In Silber eine eingebogene grüne Spitze, worin ein silberner Schalenbrunnen mit aufsteigendem silbernem Wasserstrahl, vorn eine grüne Tanne mit schwarzen Wurzeln und schwarzem Stamm, hinten ein aufrechter rot bewehrter und rot bezungter schwarzer Wolf.
7. ↑  Baiersbronn: In Blau ein laufender silberner Röhrenbrunnen mit zwei Röhren.
8. ↑  Empfingen: In goldbordiertem schwarzem Schild ein gestürzter goldener Anker.
9. ↑  Eutingen im Gäu: In geteiltem Schild oben in Silber ein dreiblättriger grüner Zweig, unten in Rot ein schwebender nackter silberner Rechtsarm.
10. ↑  Glatten: In von Rot und Silber geteiltem Schild ein vierspeichiges, zwölfschaufliges Mühlrad in verwechselten Farben.
11. ↑  Grömbach: In Blau eine silberne Hafte.
12. ↑  Loßburg: In Blau auf grünem Hügel ein silberner Zinnenturm, darüber der silberne lateinische Großbuchstabe L.
13. ↑  Pfalzgrafenweiler: In Rot unter einer goldenen Krone zwei schräggekreuzte goldene Beile.
14. ↑  Schopfloch: Unter goldenem Schildhaupt, darin eine schwarze Hirschstange, in Rot ein goldenes Tatzenkreuz mit je drei schwarzen Punkten an den Enden der Arme.
15. ↑  Seewald: In Silber ein rot bewehrter schwarzer Auerhahn auf einem durchgehenden schwarzen Ast.
16. ↑  Waldachtal: In Grün ein silberner Wellenschrägbalken, darüber ein sechsstrahliger goldener Stern, darunter ein fünfblättriger goldener Lindenzweig.
17. ↑  Wörnersberg: In Gold auf grünem Hügel eine rote Kirche zwischen zwei grünen Tannen.
18. ↑  Aach: In Silber gekreuzt eine rote Schwurhand (Schwurstab) und ein fünfblättriger grüner Lindenzweig.
19. ↑  Ahldorf: In Silber auf grünem Boden eine grüne Linde zwischen zwei aus dem Boden wachsenden grünen Zweigen.
20. ↑  Altheim: In Rot zwei schräggekreuzte silberne Schlüssel (Bärte oben, auswärts), überhöht von einem silbernen Stern.
21. ↑  Besenfeld: In Blau ein goldener Pfahl, beiderseits begleitet von je drei zu einem Besen gebundenen Ruten.
22. ↑  Betra: In Silber ein blauer Schrägbalken, belegt mit drei silbernen Äpfeln.
23. ↑  Betzweiler: In Gold eine bewurzelte grüne Tanne, deren Stamm mit zwei schräggekreuzten blauen Pflugmessern beheftet ist.
24. ↑  Betzweiler-Wälde: In Gold eine brennende rote Kerze, beiderseits begleitet von je einem mit der Schneide einwärts gekehrten blauen Pflugmesser.
25. ↑  Bildechingen: In Silber eine gestürzte rote Pflugschar, oben beiderseits begleitet von je einer roten Rose.
26. ↑  Bittelbronn: In Silber ein rotes Rad unter zwei schrägen schwarzen Balken
27. ↑  Böffingen: In Blau ein linksgekehrter silberner Adlerflügel.
28. ↑  Bösingen: In Gold auf grünem Boden ein gequaderter roter Turm zwischen zwei grünen Tannen.
29. ↑  Cresbach: In Silber ein feuerspeiender schwarzer Drachenrumpf.
30. ↑  Dettensee: In Gold ein sechsstrahliger roter Stern über erhöhtem blauem Wellenschildfuß.
31. ↑  Dettingen: In Schwarz ein goldener Adlerflügel und eine nach hinten gekehrte goldene Axt pfahlweise nebeneinander.
32. ↑  Dettlingen: In Blau eine goldene Lilie, oben begleitet von zwei goldenen Kugeln.
33. ↑  Dießen: In Silber schrägrechts ein halber roter Hecht.
34. ↑  Dietersweiler: In Schwarz über einem silbernen Balken ein silberner Stern.
35. ↑  Durrweiler: In geteiltem Schild oben in Rot zwei goldene Pfähle, unten in Gold eine fünfblättrige rote Rose.
36. ↑  Edelweiler: In Grün ein mit einer fünfendigen schwarzen Hirschstange belegter goldener Pfahl, begleitet vorne von einer bewurzelten silbernen Tanne, hinten von einem bewurzelten silbernen jungen Apfelbaum.
37. ↑  Ehlenbogen: In Gold ein gebeugter, blau bekleideter Rechtarm mit geballter natürlicher Faust.
38. ↑  Erzgrube: In Blau auf grünem Boden ein silberner Förderturm.
39. ↑  Eutingen im Gäu alt: In Rot ein silberner Balken, belegt mit einem grünen Kleeblatt. Bindenschild weil 1381–1805 vorderösterreichisch.
40. ↑  Göttelfingen (Eutingen im Gäu): führte kein Wappen
41. ↑  Göttelfingen (Seewald): In Gold ein sitzendes schwarzes Eichhörnchen, mit den Pfoten einen schwarzen Tannenzapfen haltend.
42. ↑  Grünmettstetten: In Silber ein dreiblättriges grünes Kleeblatt.
43. ↑  Grüntal: In Gold ein grüner Wellenbalken, oben begleitet von zeri fünfblättrigen goldbesamten roten Rosen, unten von einer roten Lilie.
44. ↑  Hallwangen: In geteiltem Schild oben in Blau ein geflügelter goldener Engelskopf, unten in Gold zwei schräggekreuzte schwarze Bergmannshämmer.
45. ↑  Herzogsweiler: In Rot ein mit dem Mundstück nach links gekehrtes goldenes Jagdhorn mit schwarzen Beschlägen, goldenen Halteringen und goldener Fessel.
46. ↑  Hochdorf: In Silber ein schwarzer, balzender Auerhahn auf schwarzem, entlaubtem Ast.
47. ↑  Hörschweiler: In Rot auf einem goldenen Tannenzweig ein sitzendes goldenes Eichhörnchen, das in den Pfoten drei goldene Ähren hält.
48. ↑  Huzenbach: In Gold ein roter Anker, dessen Schaftende die Form der arabischen Ziffer 4 hat (Flößerzeichen).
49. ↑  Igelsberg: In Rot ein aus einem silbernen Dreiberg wachsender goldener Abtstab zwischen den Wappenschilden des Klosters Reichenbach (in Gold der rote Kleinbuchstabe r in Fraktur) und der Pfalzgrafen von Tübingen (in Gold eine dreilätzige rote Fahne).
50. ↑  Ihlingen: In Gold ein nach rechts gekrümmter blauer Fisch mit stachliger Rückenflosse.
51. ↑  Isenburg: In Silber drei (2:1) blaue Hufeisen.
52. ↑  Kälberbronn: In geteiltem Schild oben in Rot ein stehendes goldenes Kalb, unten in Gold ein laufender roter Dorfbrunnen.
53. ↑  Klosterreichenbach: Unter schwarzem Schildhaupt, darin ein mit der Krümme nach links liegender goldener Abtsstab, in Silber drei (2:1) blaue Fische.
54. ↑  Lombach: In durch blauen Wellenbalken geteiltem Schild oben in Gold eine liegende schwarze Hirschstange, unten in Silber zwei schräggekreuzte grüne Ähren.
55. ↑  Lützenhardt: In Gold drei schwarze Joche übereinander.
56. ↑  Mühlen am Neckar: In Rot ein fünfspeichiges, zehnschaufliges goldenes Mühlrad.
57. ↑  Mühringen: In Rot zwei schräggekreuzte golden brennende schwarze Fackeln.
58. ↑  Neuneck: In Rot über einem goldenen Balken ein goldener Stern.
59. ↑  Nordstetten: In silbernem Schild ein stehender, nach heraldisch rechts gewendeter roter Stier.
60. ↑  Oberiflingen: In Rot unter einem goldenen Stern eine goldene Egge.
61. ↑  Obertalheim: führte kein Wappen
62. ↑  Peterzell: In Grün ein pfahlweis gestellter goldener Schlüssel (Bart unten rechts), beseitet von den goldenen Großbuchstaben P und Z.
63. ↑  Reinerzau: In gespaltenem Schild vorne in Silber ein pfahlweise gestellter blauer Fisch, hinten in Blau eine pfahlweise gestellte nach heraldisch links gekehrte silberne Axt.
64. ↑  Reutin: Unter goldenem Schildhaupt in Schwarz eine goldene Pflugschar.
65. ↑  Rexingen: In Rot ein silbernes Johanniterkreuz.
66. ↑  Rippoldsau: In Silber auf grünem Boden zwei aufgerichtete, einander zugewendete, rot bezungte schwarze Bären, eine grüne Tanne haltend.
67. ↑  Römlinsdorf: In Gold zwei pfahlweis gestellte, abgekehrte rote Haken.
68. ↑  Röt: In Silber ein roter Balken, oben und unten begleitet von je einem liegenden mit der Spitze nach heraldisch rechts gerichteten roten Tannenzapfen.
69. ↑  Rohrdorf: In von Rot und Silber geteiltem Schild oben ein nackter silberner Rechtarm.
70. ↑  Salzstetten: In von Silber und Rot geteiltem Schild oben ein dreiblättriges grünes Kleeblatt.
71. ↑  Schapbach: In Silber zwei grüne Berge, worauf je eine grüne Tanne mit schwarzem Stamm, im Tal zwischen den Bergen ein aufgerichteter, rot bezungter schwarzer Bär.
72. ↑  Schömberg: In Silber auf grünem Dreiberg drei grüne Tannen, darüber vier fünfblättrige rote Rosen.
73. ↑  Schopfloch alt: In Silber auf grünem Boden zwischen zwei grünen Tannen eine rote Scheune (Schopf) mit offenem Tor.
74. ↑  Schwarzenberg: In Silber auf schwarzem Dreiberg, belegt mit einer silbernen Wellenleiste, drei grüne Tannen.
75. ↑  Sterneck: In Silber auf grünem Boden eine schwarze Burg mit vier nach links größer werdenden Zinnentürmen, rechts oben ein schwarzer Stern.
76. ↑  Talheim: Diagonal geteiltes Schild in den Farben Rot und Silber. Mittig im Schild ein rechtsgekehrter, aufgerichteter Wolf als Wappentier in den Farben Rot und Silber, jeweils gegensätzlich zur Wappengrundfarbe.
77. ↑  Tumlingen: In Silber auf rotem Boden eine grüne Linde, rechts oben der rote Großbuchstabe T.
78. ↑  Unteriflingen: In Blau eine fünfblättrige bewurzelte goldene Lindenstaude.
79. ↑  Untermusbach: In Rot ein goldener Hirschkopf.
80. ↑  Untertalheim: führte kein Wappen
81. ↑  Vierundzwanzig Höfe: In Silber eine bewurzelte blaue Tanne, beiderseits begleitet von je zwölf roten Sternen.
82. ↑  Wälde: In Blau eine silberne brennende Kerze mit goldenem Lichtschein.
83. ↑  Weitingen: In geteiltem Schild oben in Silber ein schreitendes schwarzes Schaf, unten in Schwarz ein nackter silberner Rechtarm.
84. ↑  Wiesenstetten: In Silber drei schwarze Wisentgehörne mit Grind übereinander.
85. ↑  Wittendorf: In Silber eine bewurzelte grüne Linde, der Stamm beiderseits begleitet von je einem roten Stern.
86. ↑  Wittlensweiler: In gespaltenem Schild vorne in Gold ein schwarzes Beil, hinten in Schwarz eine goldene Garbe.